# Delfina Herbosa de Natividad
Delfina Rizal Herbosa de Natividad (ur. 20 grudnia 1879 w Calamba, zm. 10 marca 1900) – filipińska działaczka niepodległościowa.
Urodziła się w Calamba w dzisiejszej prowincji Laguna, jako córka Mariano Herbosy oraz Lucii Rizal. Pochodziła z prominentnej rodziny o bogatych tradycjach patriotycznych. Wcześnie rozpoczęła aktywność polityczną, była jedną z pierwszych kobiet w szeregach antyhiszpańskiego tajnego stowarzyszenia Katipunan. Znana nade wszystko jako jedna z trzech twórczyń pierwszego egzemplarza filipińskiej flagi narodowej, uszytego wedle projektu Emilia Aguinaldo w Hongkongu.
Przez matkę spokrewniona z José Rizalem, najistotniejszym bohaterem narodowym Filipin (była jego siostrzenicą).
Poślubiła jednego z generałów filipińskiej armii rewolucyjnej. Owocem ich związku była córka imieniem Paz. Tragiczna śmierć tego dziecka (w wyniku nieszczęśliwego wypadku związanego z lampką na alkohol) przyczyniła się także do przedwczesnego zgonu samej Delfiny.
W filmie El Presidente (2012) w reżyserii Marka Meily'ego w jej rolę wcieliła się Jenny Javier.